# Enneapterygius randalli
Enneapterygius randalli és una espècie de peix de la família dels tripterígids i de l'ordre dels perciformes.

## Morfologia
- Els mascles poden assolir 2,9 cm de longitud total.[1][2]

## Hàbitat
És un peix marí de clima tropical que viu fins als 27 m de fondària.

## Distribució geogràfica
Es troba a les Illes Australs (Polinèsia Francesa).